# Estação State Center
State Center é uma estação metroviária da linha unica do Metrô de Baltimore (linha verde).
A estação esta localizada próxima ao centro da cidade de Baltimore.